# Молле, Ги
Альси́д Ги Молле́ (фр. Alcide Guy Mollet; 31 декабря 1905, Флер, департамент Орн — 3 октября 1975, Париж) — французский политик, и государственный деятель, который с 1 февраля 1956 по 21 мая 1957 года был Председателем совета министров Четвёртой республики.

## Биография
Получил педагогическое образование. С 1923 года — член СФИО.
После вторжения вермахта во Францию во время Второй мировой войны — один из активных участников Движения Сопротивления. В 1944 году Ги Молле — секретарь Комитета освобождения Па-де-Кале, а в 1945 году, после освобождения страны от нацистов, стал мэром Арраса. В том же году Молле был избран депутатом Учредительного собрания, а уже в 1946 году — депутатом Национального собрания республики.

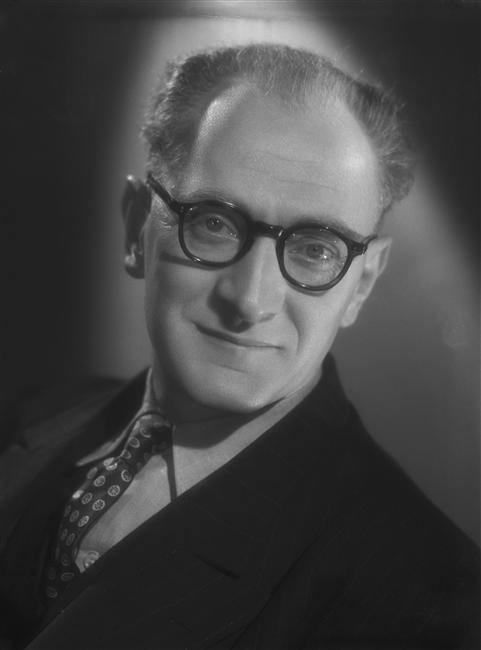
1948 год

С 1946 по 1969 год — генеральный секретарь СФИО.
Выдвигается на ведущее место в Социалистической партии, возглавив её левое крыло и говоря о своей приверженности марксизму. Выступил против проекта генерального секретяря СФИО Даниэля Мейера превратить партию в социал-демократическую по образцу Лейбористской партии Великобритании, то есть объединить на платформе реформизма социалистов, профсоюзы и левых католиков.
В 1946 году вопрос о реорганизации СФИО обсуждался на первом послевоенном съезде социалистов, где против линии Мейера на «уход от марксизма» резко выступил Ги Молле. Большинство социалистов поддержала Ги Молле, выбрав его генеральным секретарем, затем высказалась за то, чтобы СФИО осталась классовой партией. Хотя и во времена Ги Молле СФИО не отказалась от теории Леона Блюма об «осуществлении власти». Это позволило социалистам в годы Четвертой республики не только участвовать в многочисленных коалиционных правительствах, но и неоднократно их возглавлять.
Влияние Ги Молле оказался в «Декларации принципов», принятой СФИО в 1946 году. В этом документе, который воспроизводил некоторые марксистские положения, СФИО снова (как и в «Хартии единства» 1905 года) объявляла себя «партией классовой борьбы» и «партией главным образом революционной». Она провозглашала своё намерение ликвидировать капиталистический режим, уничтожить классы, передать средства производства и обмена в собственность коллектива, однако не содержала тезиса о диктатуре пролетариата. Несмотря на формальное избрание Ги Молле генеральным секретарём, Социалистической партией руководили и другие выдающиеся её деятели, в частности огромное влияние на политику и идеологию сохранял Леон Блюм.
В периоды с 1946 по 1947 год и с 1950 по 1951 год занимал должность государственного министра страны.
Впервые занимал должность государственного министра в составе правительств трёхпартийной коалиции 1946—1947 годов. После раскола трёхпартийной коалиции в 1947 году социалисты по инициативе своих лидеров Леона Блюма и Ги Молле совместно с МРП и радикалами образовали коалицию «третьей силы». Она, по их словам, должна была бороться против «двойной опасности»: коммунистов и голлистов.
С 1951 по 1969 год также исполнял обязанности заместителя председателя Социалистического интернационала.
В 1951 году — вице-председатель Совета Министров и министр по делам Совета Европы в третьем правительстве Анри Кёя.
С 1954 по 1956 год — председатель Консультативной ассамблеи Европейского союза. Молле был активным сторонником «европейской интеграции» и поддерживал проект Европейского оборонительного сообщества. Последний вопрос едва не вызвал раскол в партии, поскольку половина депутатов её фракции были против этого проекта, часть из них были исключены из партии.
Летом 1955 года XLVII съезд СФИО принял решение о недопустимости союза с МРП и правоцентристской группой «независимых». Было решено сотрудничать с радикалами, которых возглавлял Пьер Мендес-Франс. В то же время съезд отверг возможность единого фронта с коммунистами. Накануне досрочных выборов 1955 года социалисты вошли в состав левоцентристского Республиканского фронта, объединившего также социальных республиканцев (часть бывших голлистов) во главе с Шабан-Дельмасом, радикалов Мендес-Франса и группу ЮДСР, лидером которой был Франсуа Миттеран.

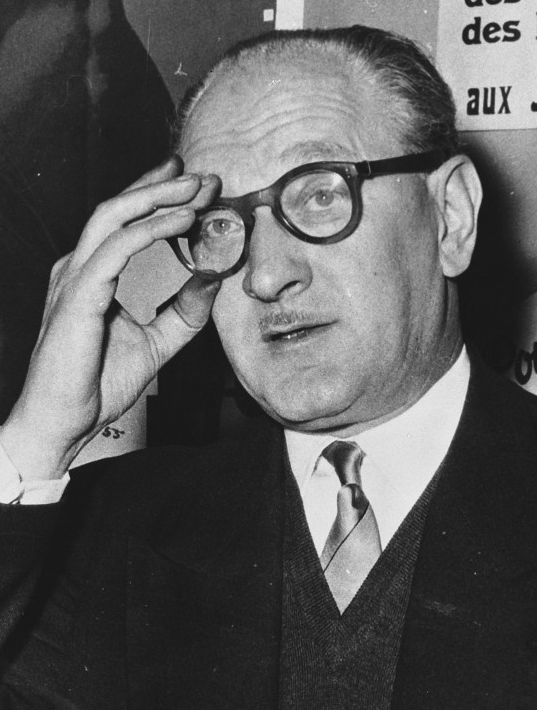
1958 год

После того, как на выборах 1956 года французский электорат отдал большинство голосов левым партиям, Ги Молле сформировал правительство Республиканского фронта и возглавил кабинет министров. Им было проведено несколько социальных реформ, повысили жизненный уровень населения. В том же году Молле посетил СССР в качестве главы французской делегации. В сфере внешней политики его правительство также продолжило политику деколонизации (в 1956 году была предоставлена независимость Туниса и Марокко), активизировало курс на евроинтеграцию и сотрудничество с ФРГ.
Вторжение англо-французских военных сил в Египет во время Суэцкого кризиса вызвало раскол среди социалистов. Многие из крупных деятелей СФИО (Д. Мейер, А. Филип и др.) осудили интервенцию, за что были исключены из состава партии. Вскоре они образовали небольшую самостоятельную Автономную социалистическую партию. Численность СФИО упала в 1957 году до 100 тыс. чел., из которых 51 % были чиновниками, 26 % — представителями интеллигенции и только 10 % — рабочими.
Разногласия в стане левых сил по вопросам Алжирской войны и Суэцкого кризиса привели к тому, что в мае 1957 года Молле был вынужден подать в отставку. На посту премьера его сменил радикал Морис Жан Мари Буржес-Монури.
После мятежа ультраколониалистов в Алжире и выступления де Голля с призывом предоставить ему широкие властные полномочия Ги Молле и его сторонники в СФИО начали с ним переговоры, считая, что только передача власти генералу поможет избежать гражданской войны. В мае 1958 года, будучи вице-премьером в кабинете Пьера Пфлимлена (который находился у власти лишь 2 недели), Молле активно ратовал за передачу портфеля премьера Шарлю де Голлю, что и произошло 1 июня 1958 года.
В новом правительстве вновь получил должность государственного министра (при этом за программу правительства проголосовало лишь половина фракции СФИО), но в начале 1959 года, с уходом де Голля, сдал свои полномочия, после чего, выражая протест против социально-экономической политики первого правительства Пятой республики, объявил о выходе из коалиции и переходе СФИО в конструктивную оппозицию.
Сотрудничая главным образом с радикалами, социалисты в 1962 году объединились также с МРП и независимыми в т. н. Картель «нет». Главной целью картеля было недопущение принятия поправок в Конституцию, которые усиливали бы власть Президента. Однако на всенародном референдуме изменения были одобрены. Картель «нет» также потерпел поражение на парламентских выборах того же года, хотя социалисты, в отличие от своих партнёров, сохранили почти все депутатские мандаты.
После референдума и выборов начал высказываться за возобновление сотрудничества с коммунистами. Летом 1963 года на LIV съезде Социалистической партии было объявлено, что эта сила не исключает возможности «общих с Коммунистической партией действий».
Другие представители социалистов, значительной фигурой среди которых был мэр Марселя Гастон Деффер, предлагали возродить союз СФИО, МРП и радикалов. Его проект вызвал недовольство Ги Молле, которого беспокоила возможность растворения Социалистической партии в составе широкой коалиции. С другой стороны, МРП требовала, чтобы из устава коалиции было убрано упоминание о «светской школе» и «социализме», что было неприемлемо для социалистов. Переговоры зашли в тупик, в результате чего было решено объединить усилия с радикалами и Конвентом республиканских институтов.
В октябре—ноябре 1963 года вновь возглавил делегацию, в составе которой во второй раз посетил СССР.
Отдал много сил, чтобы объединить левые партии в единую политическую силу, и, в немалой степени благодаря его стараниям, 9 сентября 1965 года, была создана Федерация демократических и социалистических левых сил Франции, которая решила поддержать на следующих президентских выборах кандидатуру Франсуа Миттерана. Однако век её оказался недолог: после поражения протестов «Красного мая» и разгромных (для левых) парламентских (1968), а затем президентских (1969) выборов, Федерация развалилась. Это, а также резкое падение популярности левоцентристских сил привело к отставке Ги Молле с должности генерального секретаря СФИО в ноябре 1968 года.
В 1969 году возглавил Университетский центр социалистических исследований.
Масон. Член ложи «Conscience» Великого востока Франции в Аррасе.
Скончался 3 октября 1975 года в Париже.